# Жан д’Ид
Жан д’Ид (настоящие имя и фамилия — Поль Жан Феликс Дидье Перре) (фр. Jean d'Yd; 7 марта 1880, Париж — 14 мая 1964, Вернон, Эр, Франция) — французский актёр театра и кино.

## Биография
Окончил Высшую национальную консерваторию драматического искусства.
Как актёр дебютировал в 1910-х годах на сцене театра «Одеон» под руководством Андре Антуана.
Играл роли в постановках по произведениям Шекспира («Троил и Крессида»), Гёте («Фауст»), Мольера («Мнимый больной»), Б. Шоу Цезарь и Клеопатра, пьесах драматургов М. Ашара, Э. Бриё, П. Виалара, А. Миллера, Ж. Ромена, Ж. Сармана и других.
В 1922 году дебютировал  в кино, снявшись в двух фильмах: режиссёра Ж. Дюлака («Улыбающаяся мадам Беде») и «Графиня де Монсоро» Рене Ле Сомптье. Сыграл роли, преимущественно второго плана, в более чем 55-ти фильмах.

## Избранная фильмография
- 1958 — Отверженные — отец Мабеф
- 1956 — Кораблекрушение
- 1955 — Бродячие собаки без ошейников
- 1953 — Лукреция Борджиа
- 1952 — Брачное агентство — отец
- 1950 — Правосудие свершилось — директор религиозной школы
- 1950 — Вот она, красавица
- 1950 — Бог нуждается в людях — дед Гурвенника
- 1949 — Фантомас против Фантомаса
- 1948 — Последние каникулы — Вальтер Лерминье
- 1946 — Мартин Руманьяк — дядя Бланш
- 1946 — Иерихон — член муниципалитета
- 1943 — Вечное возвращение — Амеди Фроссен, муж Гертруды
- 1942 — Фелиси Нантейль
- 1942 — Вечерние посетители — скоморох
- 1941 — Пустячки
- 1940 — Эмигрантка — главный инженер
- 1939 — Сердечное согласие— Джозеф Чемберлен
- 1934 — Ротшильд
- 1934 — Отверженные — эпизод (нет в титрах)
- 1930 — Конец мира — Мюрси
- 1928 — Страсти Жанны д’Арк — Николя де Упвилль
- 1927 — Наполеон — Лябуссьер
- 1923 — Ничего
- 1922 — Улыбающаяся мадам Беде — Лабаз